# ألكسندرا ظريفة
الكسندرا ظريفة هي ناشطة نسوية وسياسية فلسطينية، ولدت في مدينة يافا. بدأت نشاطها في جمعية الشابات المسيحيات في الاسكندرية عام 1915. خلال فترة الانتداب البريطاني أسست جمعية رعاية الطفل في يافا عام 1925، وفي عام 1936 أسست مع زميلاتها جمعية السيدات العربيات في يافا، ثم جمعية السيدات الأرثوذكسية.
شاركت في المؤتمر التأسيسي الأول للمجلس الوطني الفلسطيني في القدس عام 1964 ضمن 30 عضواً مقيمين في لبنان، وكان عدد النساء اللواتي حضرن المؤتمر التأسيسي 422 سيدة منهم، عصام عبد الهادي، عندليب العمد، ليديا الأعرج، زليخة الشهابي، وديعة خرطبيل، سميرة عزام، صبا الفاهوم، يسرى البربري، زينب ساق الله، عايدة بامية، فدوى طوقان، سلمى الدجاني، سميرة السقا وتمام الأكحل.